# Gediminas Paviržis
Gediminas Adolfas Paviržis (* 21. Januar 1941 in Vilnius; † 27. September 2022) war ein litauischer sozialdemokratischer Politiker, Seimas-Mitglied, Bürgermeister der Stadtgemeinde Vilnius sowie Sportfunktionär.

## Leben
Nach dem Abitur von 1954 bis 1958 an der 8. Mittelschule in Kaunas absolvierte Gediminas Paviržis von 1958 bis 1963 das Diplomstudium Straßenbau am Kauno politechnikos institutas in der litauischen zweitgrößten Stadt Kaunas und von 1987 bis 1990 an der Parteihochschule Vilnius in der litauischen Hauptstadt Vilnius.
Von 1990 bis 1991 war Gediminas Paviržis Berater der litauischen Regierung, von 1992 bis 1996 Mitglied im 6. Seimas und von 1997 bis 1998 Berater  des Chemieunternehmens AB „Achema“. Von 2001 bis 2003 leitete er als Vorsteher die Verwaltung von Bezirk Vilnius. 2003 war er Bürgermeister und von 2003 bis 2007 Vizebürgermeister der Stadtgemeinde Vilnius. Von 2007 bis 2015 war er Mitglied im Rat der Rajongemeinde Vilnius.
Ab 1990 war Gediminas Paviržis Mitglied der kommunistischen Partei Lietuvos demokratinė darbo partija und ab  2001 der Lietuvos socialdemokratų partija.
Von 2005 bis 2010 war Gediminas Paviržis Präsident des Schachverbands Litauens (LŠF). 2007 wurde er zur zweiten Amtszeit gewählt.